# Krustpils
Krustpils (en français : château de Kreutz) est un quartier de la ville de Jēkabpils en Lettonie situé sur la rive nord de la Daugava. Krustpils est une ville indépendante de 1920 jusqu'à 1962 quand elle est incorporée à Jēkabpils.

## Histoire
La première référence écrite date de 1237 lorsque l'évêque de Riga construit un château à Krustpils. Le roi de Pologne Étienne Báthory y habite en 1585.
De 1561 à 1772 Krustpils appartient à la Pologne-Lituanie, tandis que la partie opposée Jēkabpils appartient au Duché de Courlande. La différence de dialecte entre le latgalien et le sélonien de deux côtés du fleuve persiste encore de nos jours.
En 1585, Étienne Báthory attribue le château à Nicolas Korff. La famille von Korff reste propriétaire jusqu'en 1920. La propriété en revient à l'état letton indépendant, puis à l'état soviétique et sert de casernement. Depuis l'indépendance de 1991, le château abrite le Musée d'histoire de la région. La restauration presque terminée (en 2017) autorise les visites.
Pendant la Guerre russo-turque de 1877-1878 est installé un camp de prisonniers de guerre turcs, dont beaucoup se sont installés définitivement à Krustpils, le cimetière turc peut être visité aujourd'hui. L'ouverture de la ligne ferroviaire Riga-Daugavpils en 1861 a permis le développement économique.
En 1935 Krustpils  a 3658 habitants, dont 53 % de Lettons, 35 % de Juifs et 12 % d'autres. En 1962, après la reconstruction du pont, Krustpils est finalement incorporé à la ville de Jēkabpils.

## Galerie

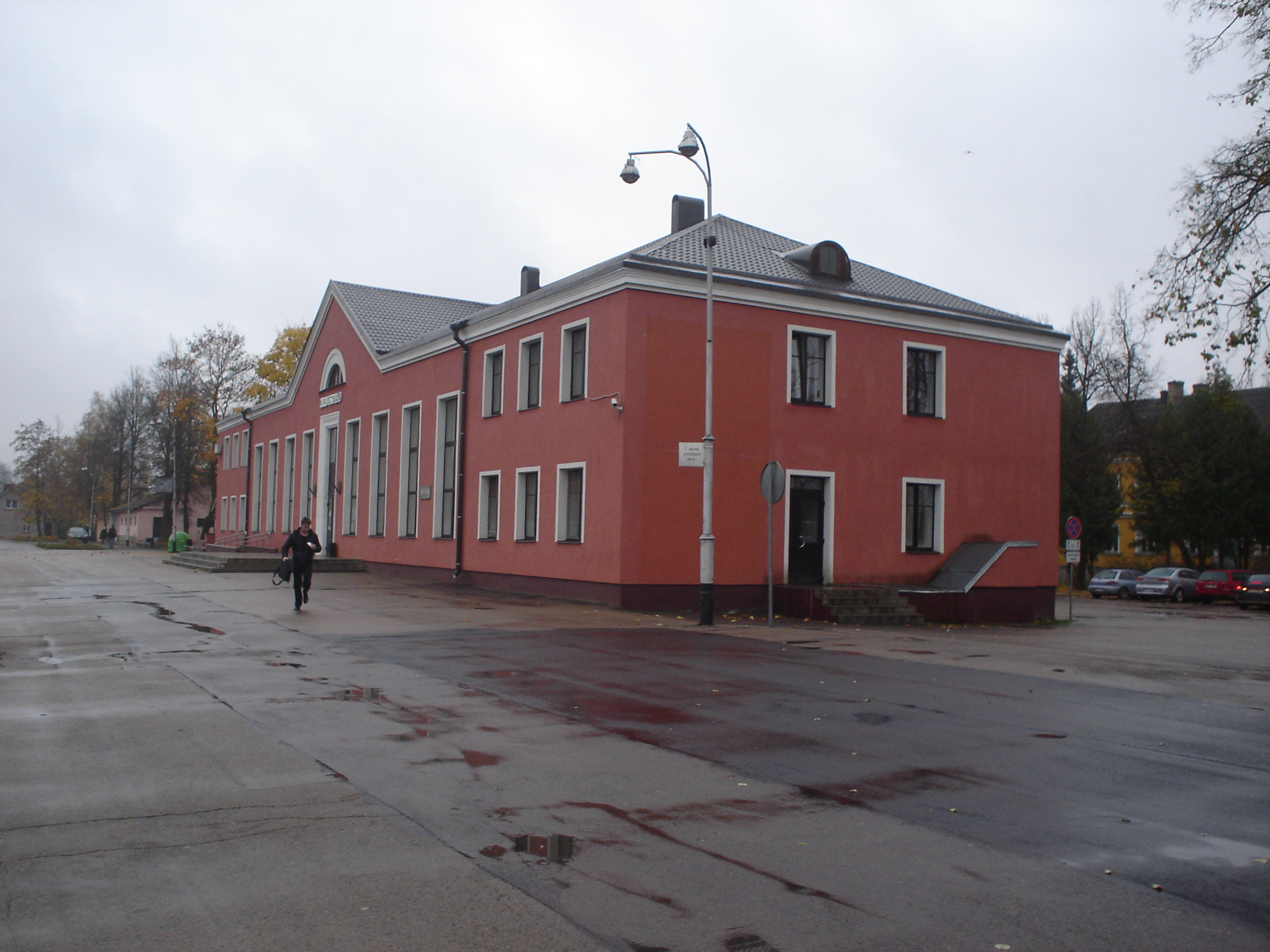
Gare ferroviaire de Krustpils
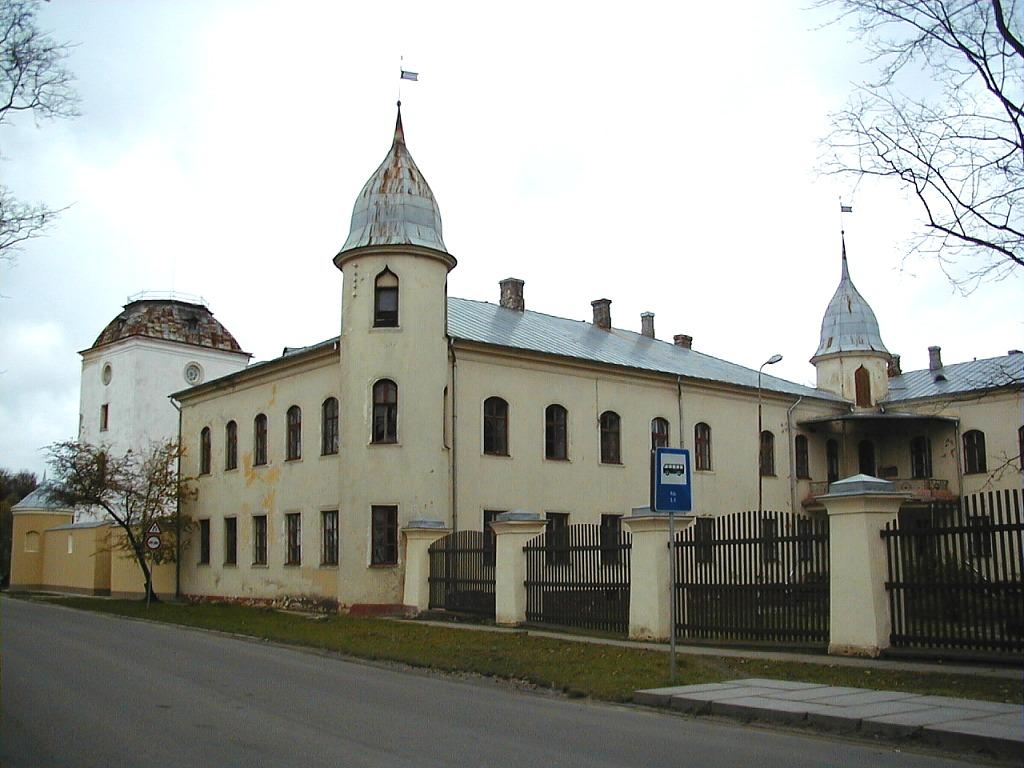
Château de Krustpils à Jēkabpils
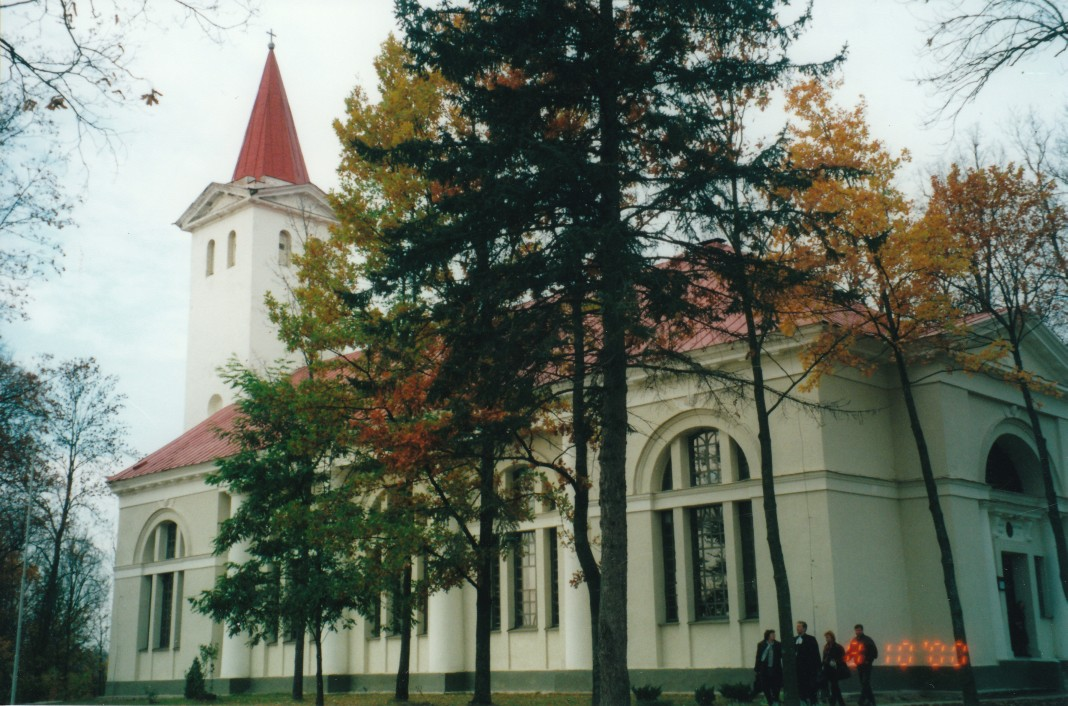
Église luthérienne de Krustpils
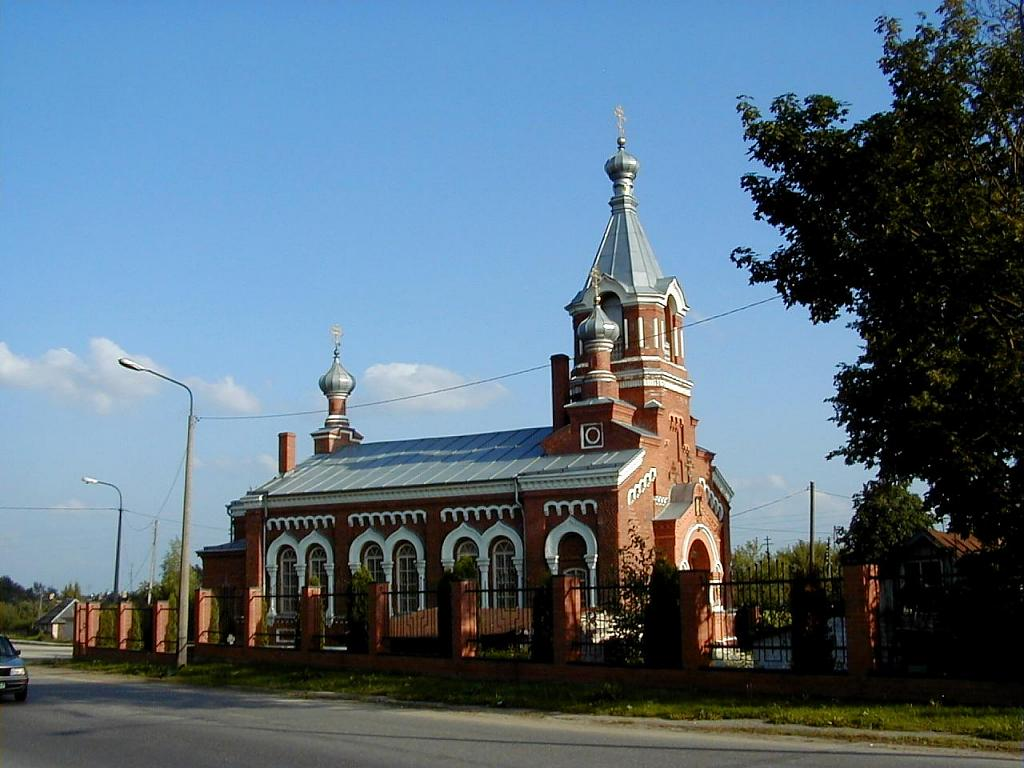
Église orthodoxe de Krustpils